# Ібіґава

35°29′13″ пн. ш. 136°34′5″ сх. д. / 35.48694° пн. ш. 136.56806° сх. д.
Ібіґа́ва (яп. 揖斐川町, いびがわちょう, МФА: [ibʲigawa t͡ɕoː]) — містечко в Японії, в повіті Ібі префектури Ґіфу. Станом на 1 квітня 2009 площа містечка становила 803,68 км². Станом на 1 липня 2011 населення містечка становило 23 415 осіб.